# زغال (هنر)

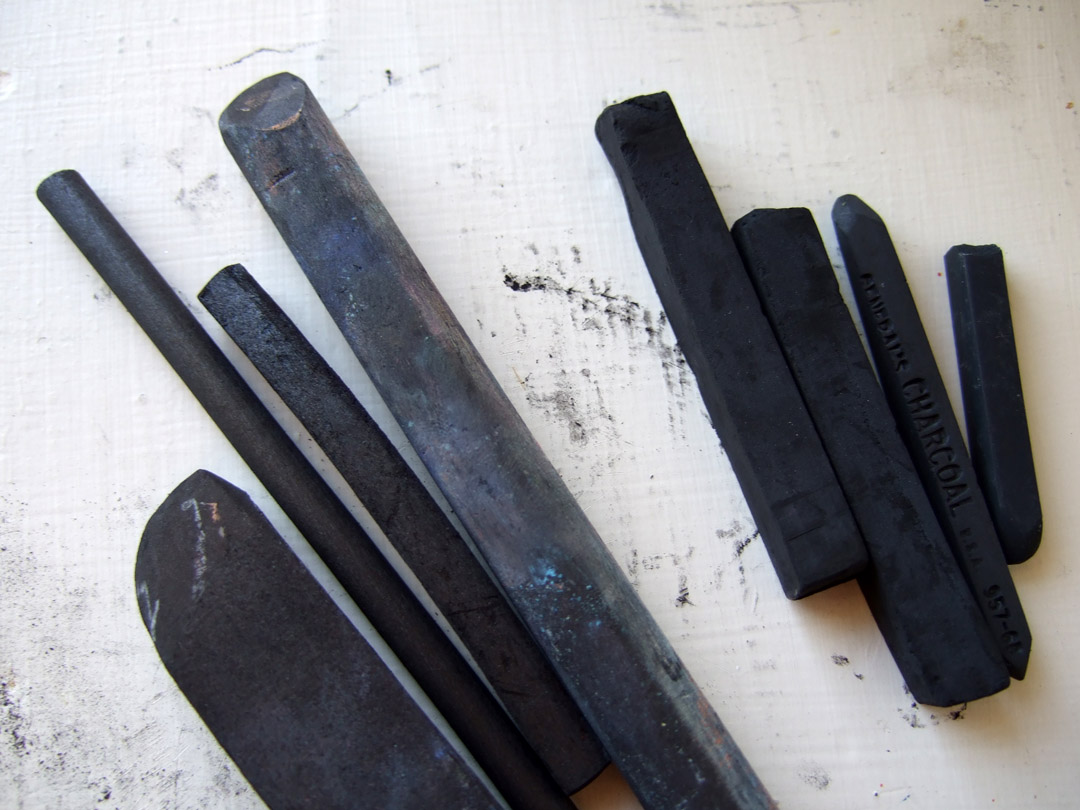
۴ عدد چوب زغال «انگور» و ۴ عدد چوب زغال فشرده. مواد طراحی

زغال هنری (نقاشی و طراحی) نوعی ماده خشک از ابزار هنری است که از مواد آلی ریز آسیاب شده ساخته می‌شود و توسط صمغ یا چسب مومی به هم چسبیده یا بدون استفاده از چسب با از بین بردن اکسیژن داخل ماده در طی فرایندی، تولید می‌شود. این زغال‌ها اغلب توسط هنرمندان در موارد متعددی استفاده می‌شود؛ از جمله برای ایجاد بافت خشن. زغال چوب می‌تواند خطوطی تولید کند که بسیار نازک یا به شدت سیاه باشد، در حالی که پاک کردن کامل آن بسیار سخت است. زغال خشک را می‌توان تقریباً روی هر سطح از صاف تا خیلی زبر به کار برد. ثابت کننده‌ها اغلب برای نقاشی‌های با زغال چوب اغلب از ثابت‌کننده استفاده می‌شود تا طرح را بر صفحه ثابت کند و از پاک شدن یا مالیدن گرد و غبار زغال به اطراف جلوگیری کند.
روشی که برای ایجاد زغال چوب هنرمندان استفاده می‌شود مشابه روشی است که در زمینه‌های دیگر مانند تولید باروت و پختن سوخت استفاده می‌شود. نوع مواد چوبی و روش تهیه، اجازه می‌دهد انواع مختلفی از زغال چوب و بافت تولید شود.

## انواع

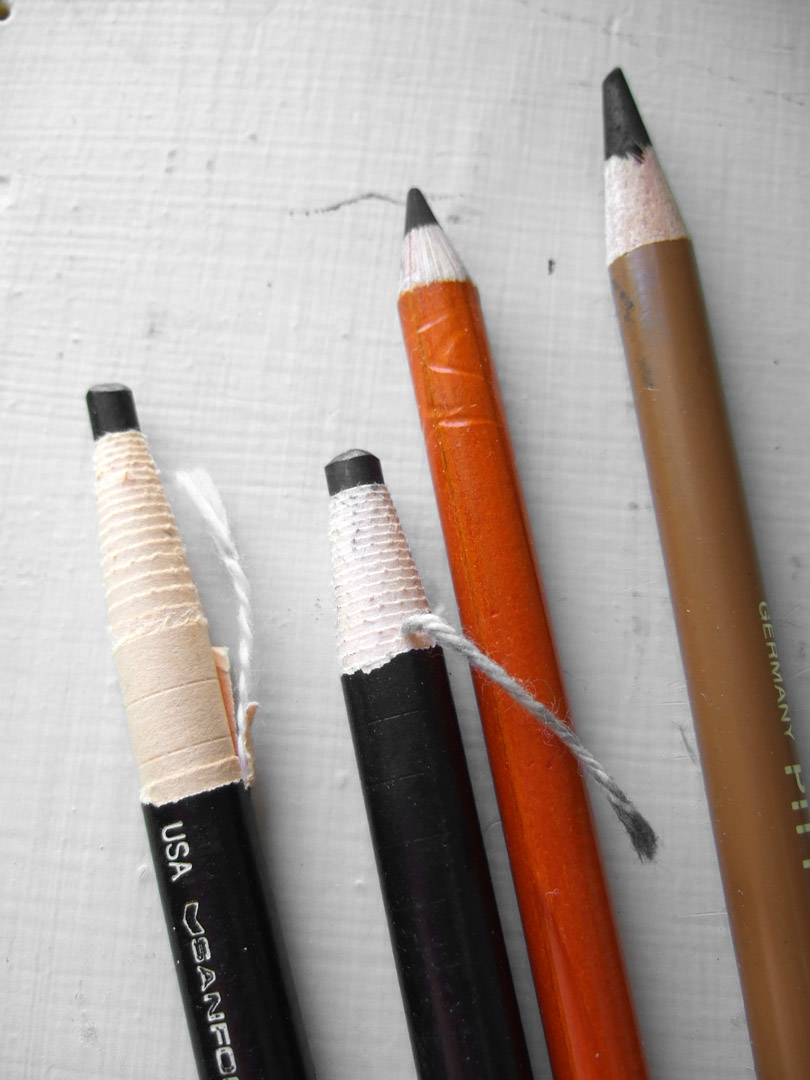
منتخبی از مدادهای زغالی

انواع مختلفی از زغال به عنوان یک وسیله هنری استفاده می‌شود، اما انواع متداول آن عبارتند از: فشرده، واین و مداد.
زغال واین بلند و نازکی است که در نتیجه سوزاندن تاک انگور در کوره و بدون هوا ایجاد می‌شود.
زغال بید یک چوب زغالی بلند و نازک است که در نتیجه سوزاندن چوب‌های بید در کوره بدون هوا می‌باشد.
زغال فشرده (که به آن چوب‌های زغال نیز گفته می‌شود) به صورت بلوک یا چوب در می‌آید. شدت سایه توسط سختی آن تعیین می‌شود. مقدار چسب یا موم استفاده شده در طی فرایند تولید، بر روی سختی تأثیر می‌گذارد؛ هرچه نرم‌تر باشد، اثری سیاه‌تر ایجاد می‌کند، در حالی که اگر سفت‌تر باشد، خطوط روشن‌تری را می‌آفریند.
مدادهای زغالی از زغال فشرده محصور در ژاکت چوبی تشکیل شده‌است. این مدل‌ها با حفظ بیشتر خواص زغال چوب، شبیه به مدادهای گرافیتی طراحی شده‌اند، اما در عین حال بر روی دست اثر سیاهی نمی‌گذارند و برای نقاشی‌های دقیق و واضح استفاده می‌شوند.

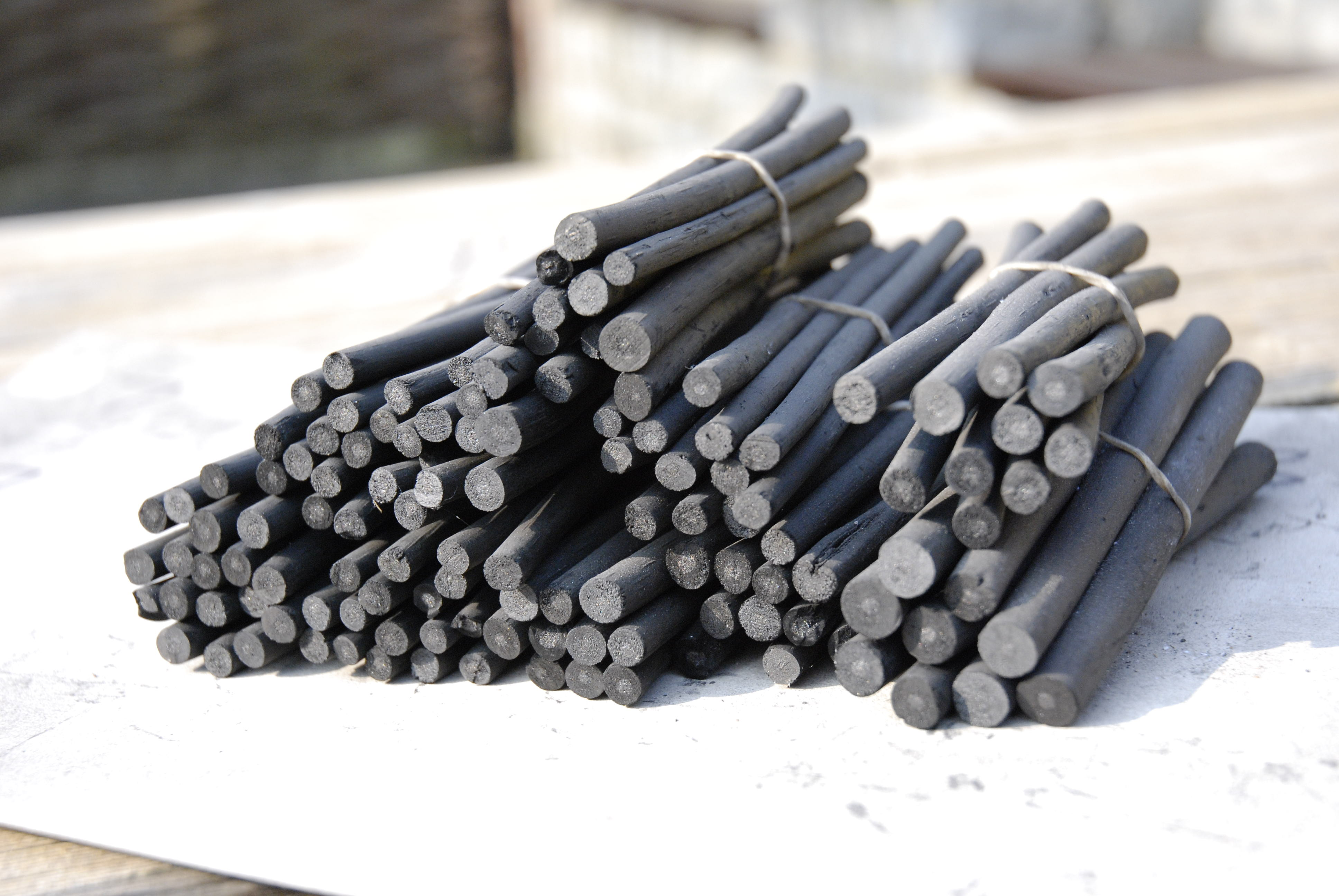
میله‌های کربنیزه از چوب دوک اروپایی

## تکنیک‌های هنری
کاغذ مورد استفاده برای زغال نقاشی می‌تواند از نظر کیفیت متفاوت باشد. بافت خشن ممکن است اجازه دهد زغال بیشتری به کاغذ بچسبد. استفاده از کاغذهای مختلف، امکان‌های متفاوتی را فراهم می‌کند، مثلاً می‌توان از پاستیل‌های روغنی سفید (که معمولاً با نام تجاری کُنته نامیده می‌شود) در ترکیب با زغال چوب استفاده کرد تا کنتراست ایجاد کند.

### هاشورزنی
روشی است که در آن خطوط نازک و تاریک به‌طور مداوم به موازات یکدیگر قرار می‌گیرند. وقتی با زغال انجام شود، نرمتر و تیره‌تر می‌شود.

### مالیدن
مالش با یک ورق کاغذ فشرده شده بر روی سطح اثر و سپس مالش زغال بر روی کاغذ انجام می‌شود. تصویری از بافت روی سطح ایجاد می‌کند.

### مخلوط کردن
مخلوط سازی برای ایجاد نرم کردن حدفاصل مناطق تاریک و روشن‌تر طراحی انجام می‌شود. همچنین می‌تواند یک اثر سایه ایجاد کند. دو روش معمول مخلوط کردن، استفاده از انگشت برای مالش یا پخش کردن زغال است یا استفاده از استامپ‌های کاغذی مخلوط کردن است که تورتیلون نیز نامیده می‌شود.

### محو کردن (پاک کردن)
پاک کردن اغلب با پاک کن لاستیکی خمیری انجام می‌شود. این پاک‌کن شکل‌پذیر است و می‌توان شکل آن را با ورز دادن با دست تغییر دادو به صورت نوک‌تیز برای استفاده در مناطق کوچکتر درآورد.

## نگارخانه

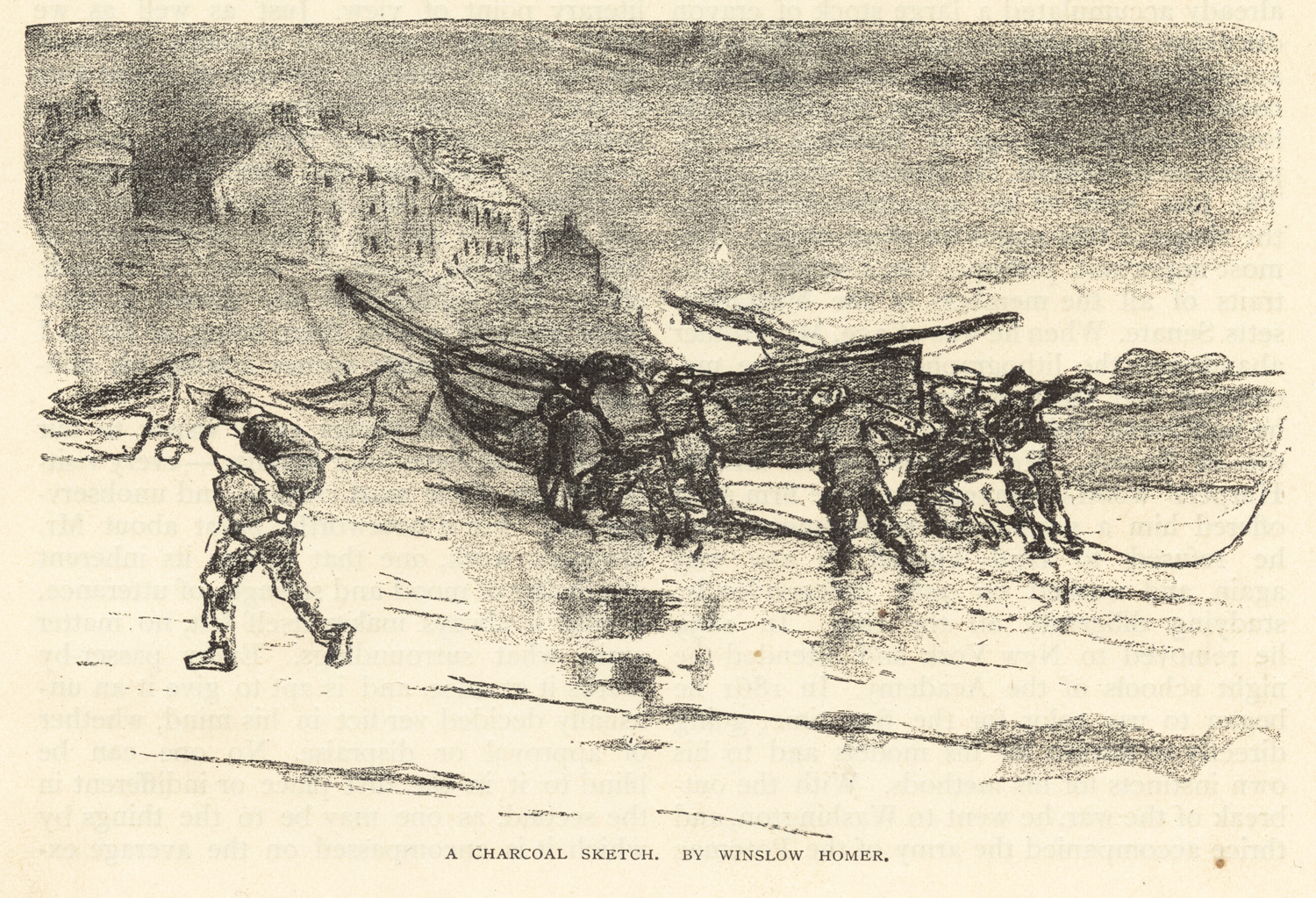
طرحی از زغال چوب توسط وینسلو هومر ، ۱۸۸۳ ، کتابخانه عمومی بوستون
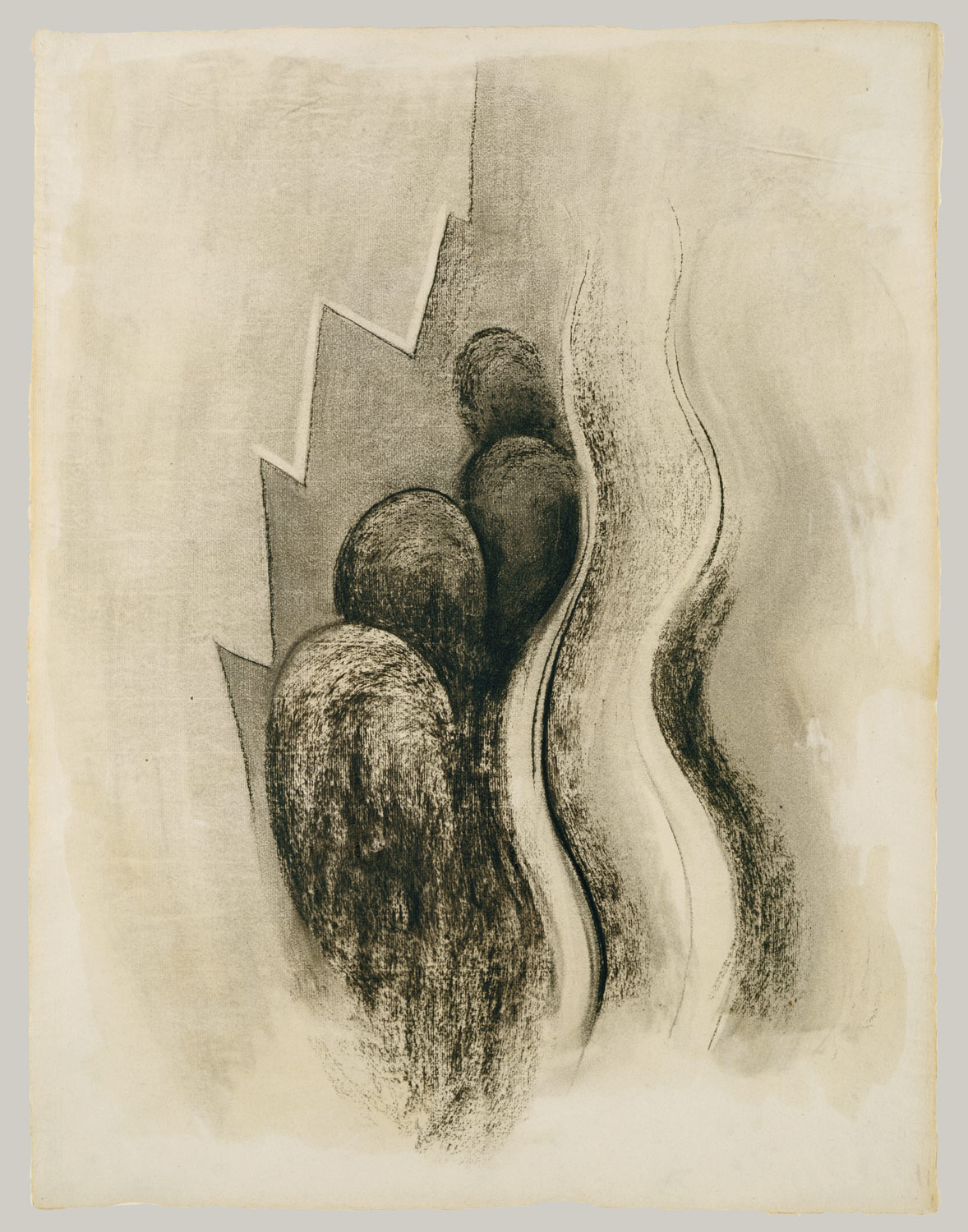
طراحی XIII توسط جورجیا اوکیف ، ۱۹۱۵ ، موزه هنر متروپولیتن
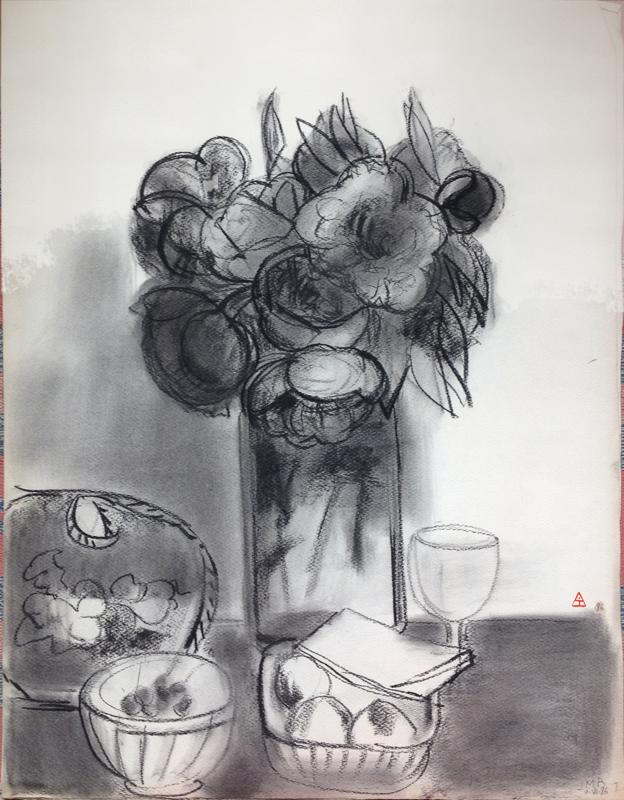
Pivoines توسط Jean-Max Albert 1989
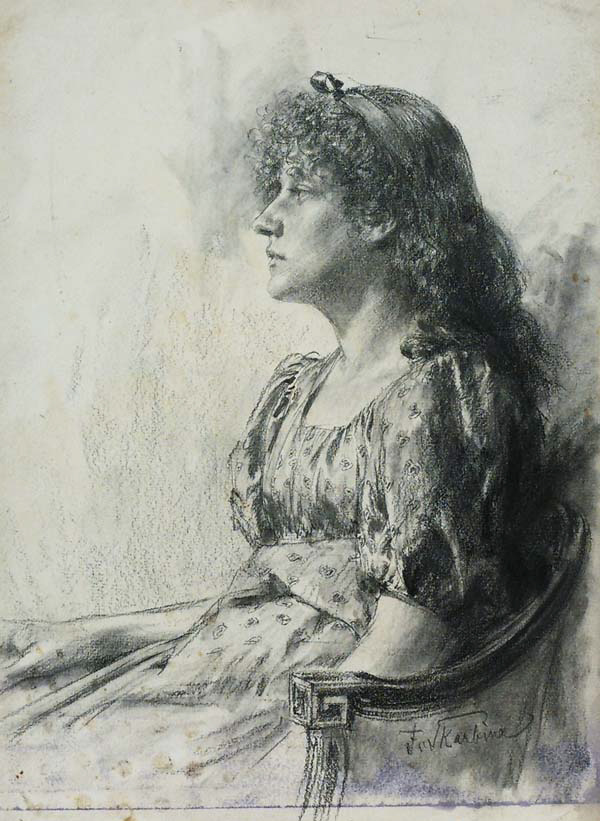
پرتره زن جوان توسط فرانتس اسکاربینا ، ۱۹۱۰
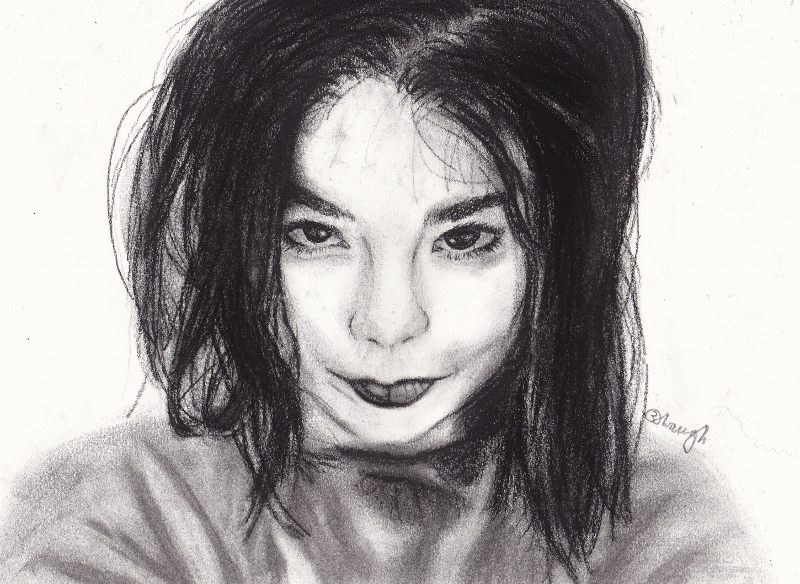
نقاشی معاصر خواننده بیورک که در زغال ساخته شده‌است